# Nicola di Stilo
Nicola di Stilo (... – Stilo, 9 agosto 1050) è stato un religioso italiano.
Nicola è stato un monaco italo-greco vissuto sul monte Consolino sopra Stilo. Visse con Sant'Ambrogio in una grotta conducendo una vita di penitenza, preghiera e contemplazione. Il loro esempio suscitò una così forte attrazione sul giovane Giovanni Theristis, da indurlo a seguirne l'esempio di vita santa.
Morì il 9 agosto 1050.